# Ili
Pour les articles homonymes, voir Ili (homonymie) et Ily.
L’Ili ou Ily (en kazakh : Іле) est une rivière endoréique de Chine et du Kazakhstan.

## Histoire

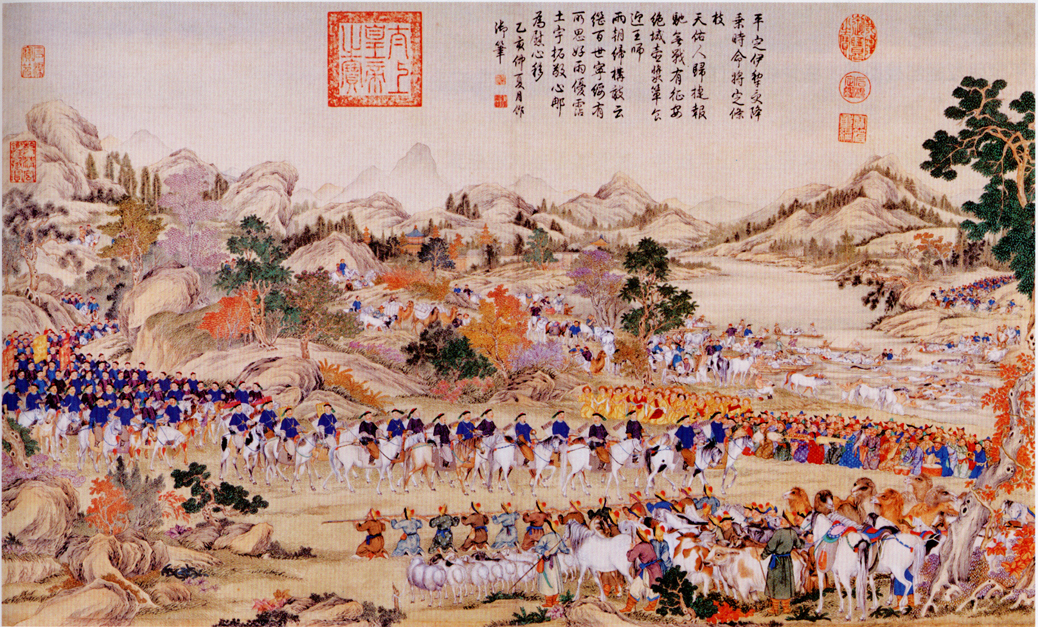
Les Dzoungars se rendent à l'Empire Qing à Ily en 1755.

Cette région est le lieu, en 1755, lors de la Guerre Dzoungar-Qing, de la bataille d'Ili, où l'empire Mandchou écrase définitivement le khanat dzoungar.

## Géographie
Long de 1 439 km, il prend sa source dans les Tian Shan (Monts célestes) dans la province du Xinjiang, en Chine, et se jette dans le lac Balkhach, au Kazakhstan.
Le delta de la rivière est désigné site Ramsar avec le sud du lac Balkhach depuis le 1er janvier 2012.

## Régions traversées

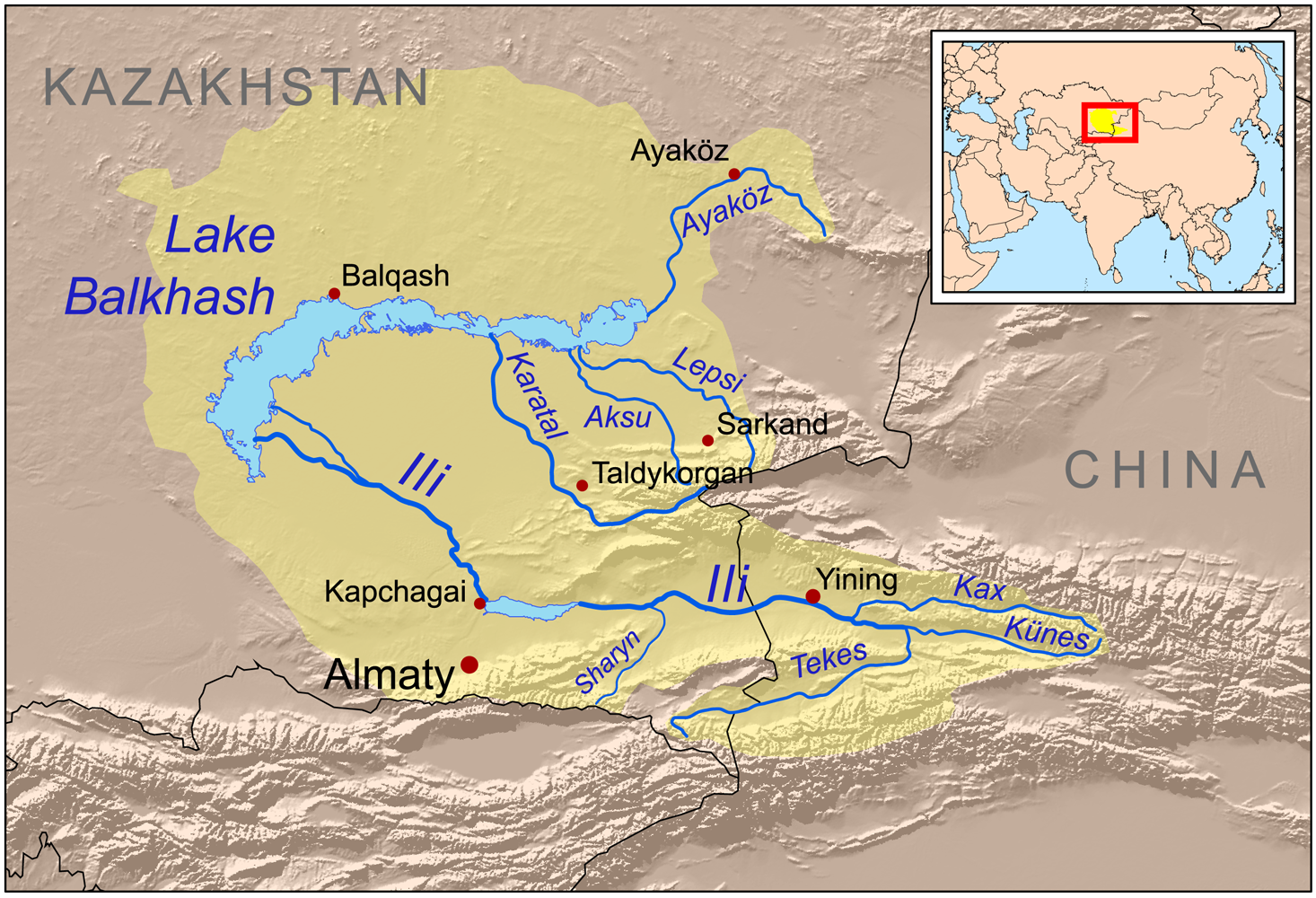
Carte du bassin versant du lac Balkhach incluant l'Ili et ses affluents.

En Chine, il traverse la préfecture autonome kazakhe d'Ili par une vallée qui tranche par sa verdoyance des terres arides avoisinantes. La ville de Yining, à moins de 100 km de la frontière kazakh, se trouve sur sa rive droite.
Au Kazakhstan, il traverse la province (oblys) d'Almaty sur 815 km, avant de se jeter par un vaste delta dans le lac Balkhach.

## Hydrologie
L'Ili roule annuellement 15 km3 d'eau au niveau de son delta, soit un débit de 475 m3/s. C'est le seul cours d'eau important à alimenter l'énorme lac Balkhach. Au Kazakhstan, son cours est interrompu par le barrage de Kapchagaï, lequel forme ainsi un  lac-réservoir d'une superficie de 1 847 km2, dont la contenance est de 28,10 km3 d'eau.

## Richesse génétiqueen danger
La vallée de l'Ili, traversant le massif du Tian Shan, abritait jusqu'à récemment de larges peuplements de l'espèce Malus sieversii, pommier endémique de l'ouest du Tian Shan et depuis peu avéré l'ancêtre de la totalité des cultivars de pommiers. Sa richesse génétique, étroitement associée à son extrême résistance aux maladies, en font une ressource vitale pour l'industrie mondiale de la pomme cultivée qui doit subir jusqu'à 55 pulvérisations de traitements phytosanitaires pour les variétés les plus fragiles. La partie ouest du massif du Tian Shan a été proposée comme candidate au patrimoine mondial de l'UNESCO en 2010, et Malus sieversii est listé comme vulnérable depuis 1998 par l'Union internationale pour la conservation de la nature.

## Photos

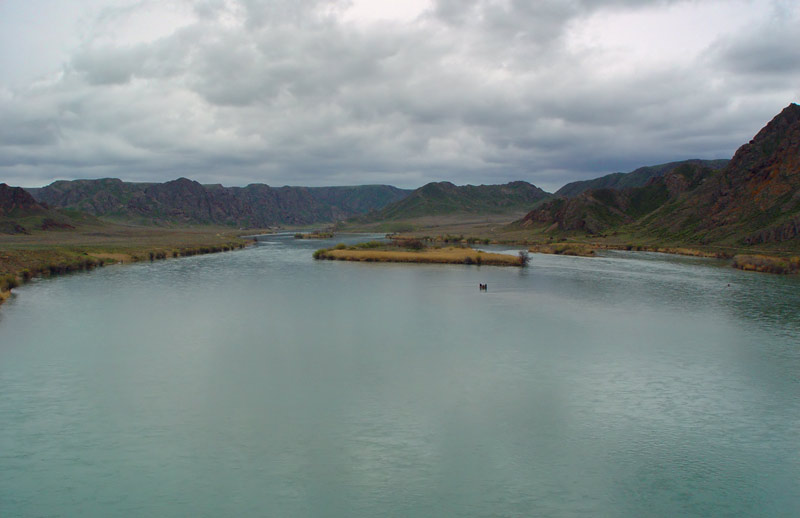
L'Ili.
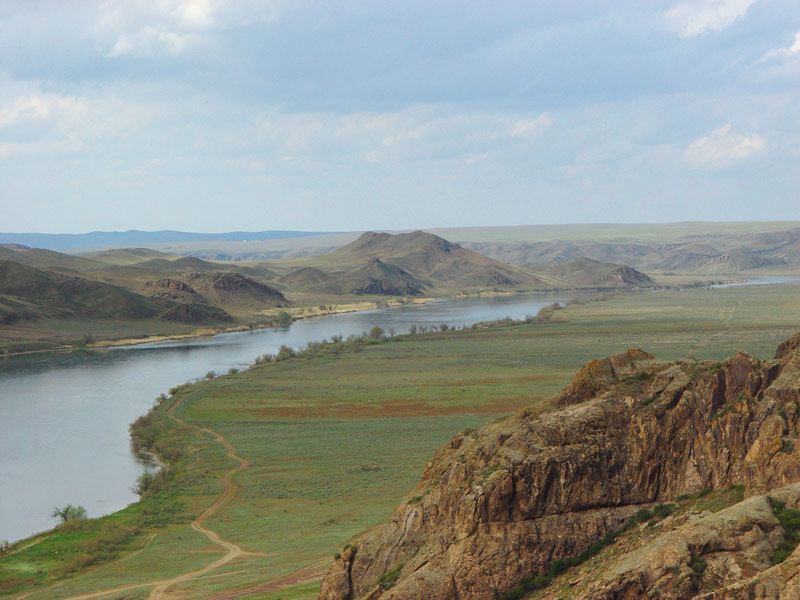
L'Ili.
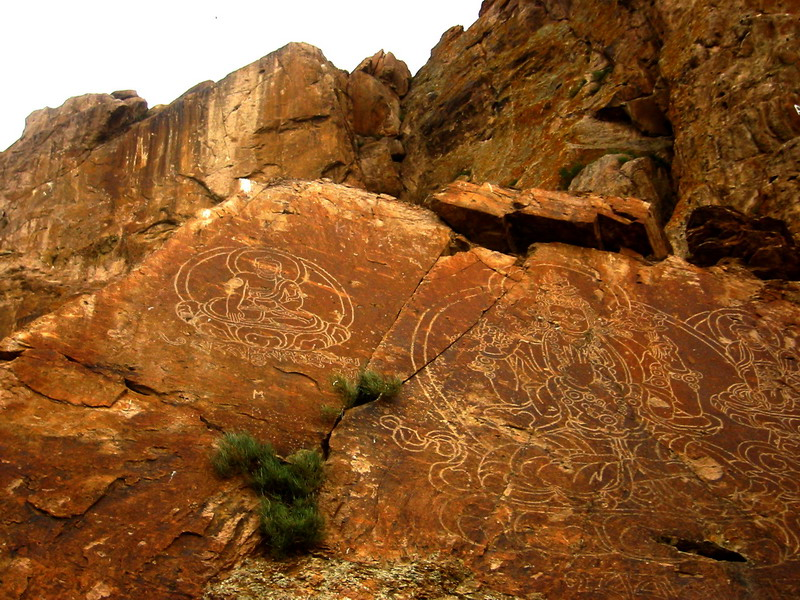
Gravures bouddhistes dans la vallée de l'Ili au Kazakhstan.